# Lyceum Ludvíka Velikého
Lyceum Ludvíka Velikého (francouzsky: Lycée Louis-le-Grand) je významná veřejná francouzská střední škola sídlící v Latinské čtvrti v Paříži. Obecně je považována za jednu z nejnáročnějších středních škol ve Francii. Původní název Collège de Clermont byl přejmenován po francouzském králi Ludvíku XIV. poté, co školu navštívil a nabídl jí svou záštitu.

## Obory
Nabízí středoškolské osnovy (lyceum s 800 žáky) i vysokoškolské osnovy (900 studentů). Připravuje studenty ke studiu na elitních vysokých školách a univerzitách. Studenti lycea se nazývají magnoludoviciens (z latiny velkoludvíkovci).

## Historie
Lyceum Ludvíka Velikého bylo založeno v roce 1563 a nachází se v srdci Latinské čtvrti, tradiční studentské oblasti v Paříži. Bohatá na historii, architekturu, kulturu je domovem pro některé z nejstarších a nejprestižnějších škol ve Francii - Sorbonny a Collège de France.

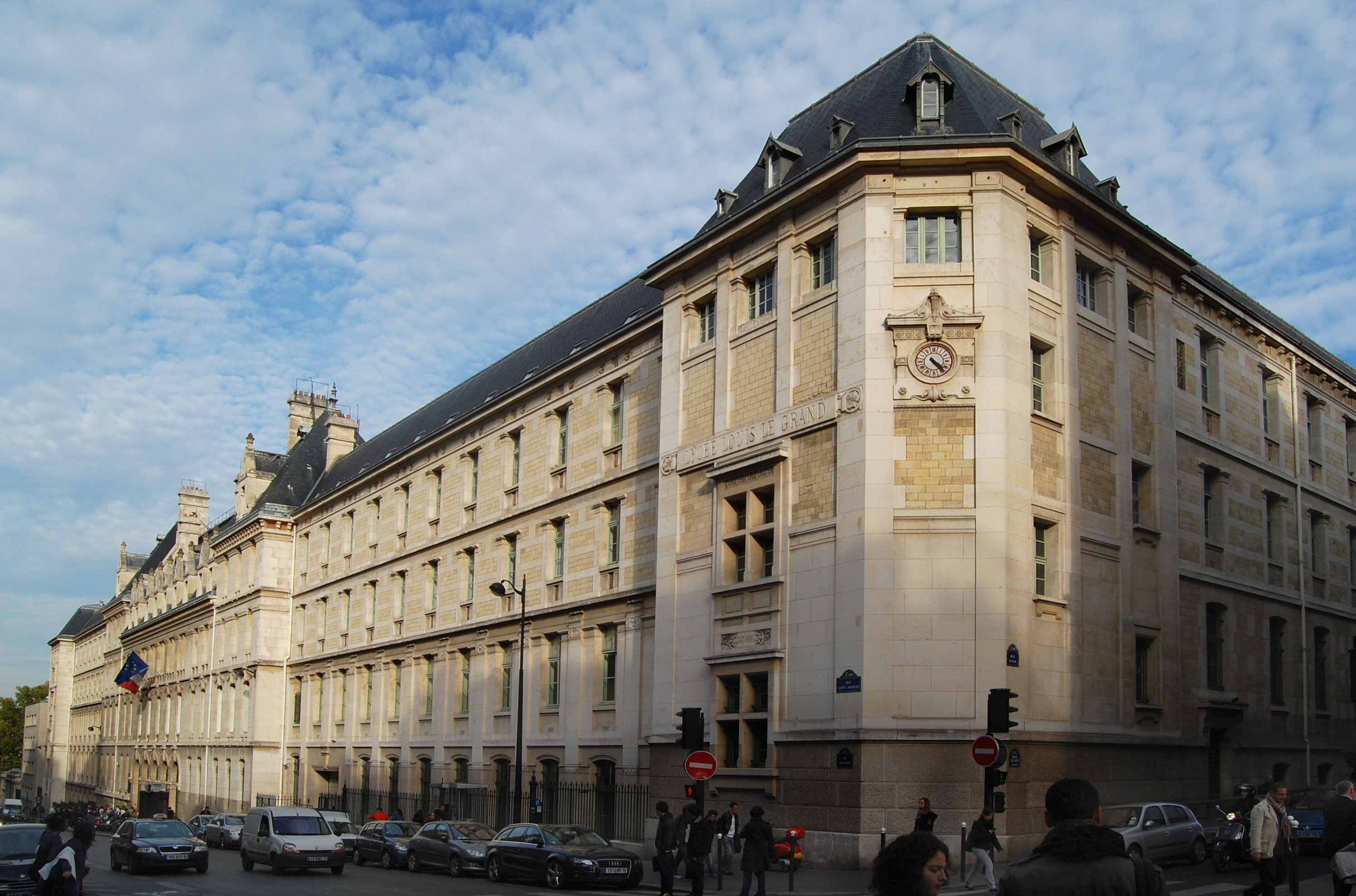
Exteriéry lycea

LLG hraje vůdčí roli v oblasti vzdělávání francouzských elit. Spousta bývalých žáků se stali státníky, diplomaty, preláty, maršály Francie, členy Francouzské akademie, ale také významnými básníky nebo spisovateli. Nejznámějšími členy lycea byli Molière, Voltaire, Victor Hugo (spisovatelé) nebo Georges Pompidou, Valéry Giscard d'Estaing, Jacques Chirac (prezidenti Páté francouzské republiky). Nejvýznamnějšími čestnými zahraničními studenty byli černohorský král Nikola I. Petrović-Njegoš nebo Léopold Sédar Senghor, první prezident Senegalu.